# André Guerrier
André Onésime Gaston Guerrier (ur. 18 grudnia 1874 w Hawrze, zm. ?) – francuski żeglarz, olimpijczyk, zdobywca brązowego medalu w regatach na letnich igrzyskach olimpijskich w 1924 roku w Paryżu.
Na Letnich Igrzyskach Olimpijskich 1924 zdobył brąz w żeglarskiej klasie 8 metrów. Załogę jachtu Namousse tworzyli również Pierre Gauthier, Robert Girardet, Georges Mollard i Louis Breguet.